# Kimagure Orange Road
Kimagure Orange Road (jap. きまぐれオレンジ☆ロード Kimagure Orenji Rōdo; skrótowo KOR) – shōnen-manga autorstwa Izumi Matsumoto, publikowana w latach 1984–1987 w magazynie „Shūkan Shōnen Jump”. Fabuła serii opowiada o perypetiach trójki nastolatków połączonych w trójkącie miłosnym.

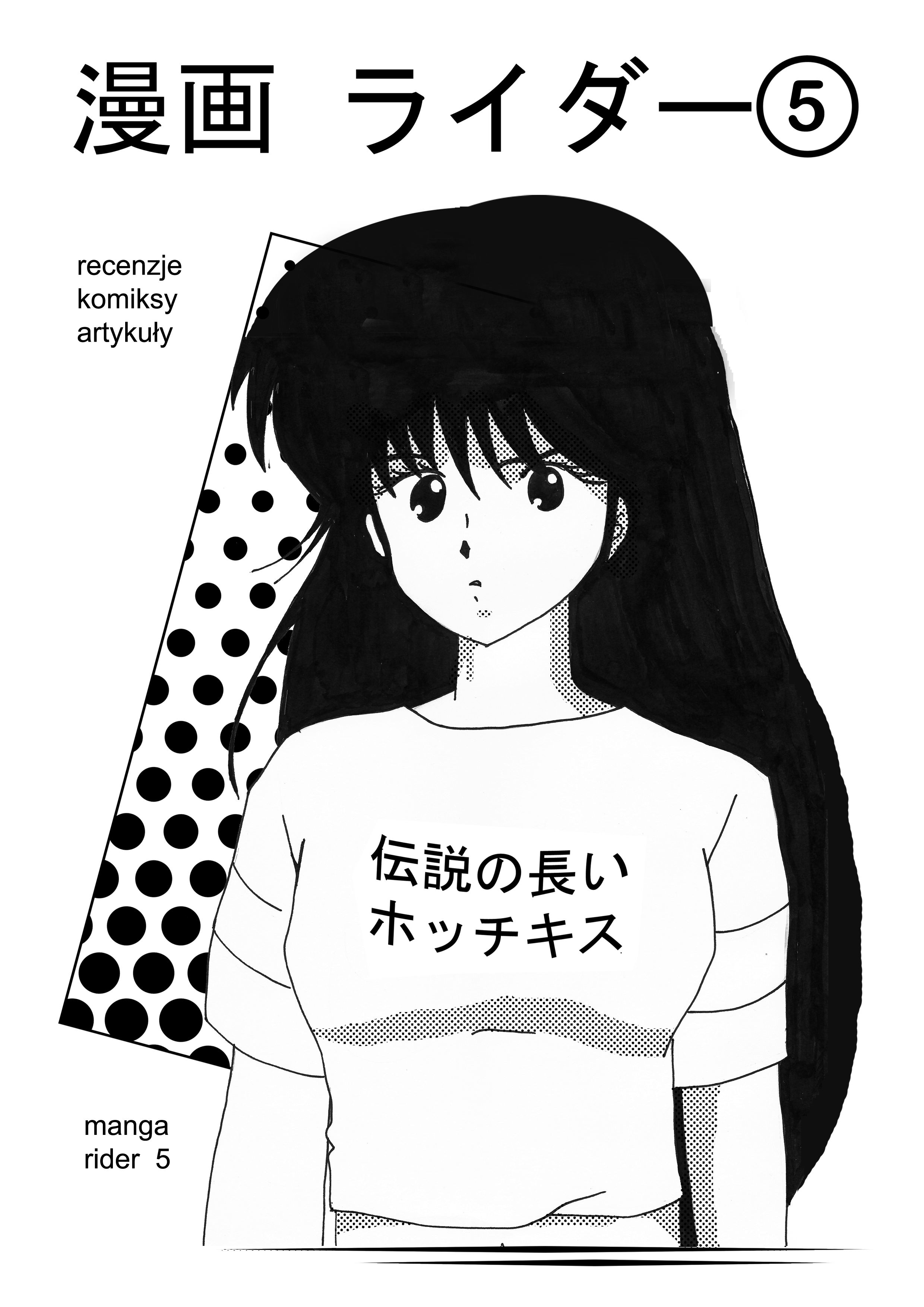
Madoka na okładce polskiego zina o tematyce manga/anime

Manga została zaadaptowana przez studio Pierrot na 48-odcinkowy serial anime, który emitowany był na antenie Nippon Television w latach 1987–1988. Na podstawie serii powstały również dwa filmy pełnometrażowe (które swoją premierę miały w 1988 i 1996) oraz 8 odcinków OVA.
Zarówno manga, jak i anime, spotkały się z bardzo dobrym przyjęciem ze strony odbiorców i krytyków. Manga sprzedała się w 20 milionach egzemplarzy, a serial anime okazał się jednym z większych sukcesów lat 80. Seria uważana jest za pierwowzór komedii romantycznych z rodzaju shōnen, zaś jedna z jej głównych bohaterek – za jedną z pierwszych postaci tsundere w historii mangi i anime. Kimagure Orange Road jest również uznawane za serię, która przyczyniła się do spopularyzowania japońskiego komiksu i animacji w Europie, wraz z serią Dragon Ball.

## Historia powstania
Kimagure Orange Road zostało zlecone przez magazyn Weekly Shōnen Jump po odrzuceniu wcześniejszej pracy Matsumoto zatytułowanej "Spring Wonder". Przed powstaniem tej mangi Matsumoto stworzył kilka krótkich historii, które później zostały opublikowane w zbiorze pod tytułem Graffiti. Matsumoto później stwierdził, że Kimagure Orange Road była pierwszą serią łączącą elementy science fiction i komedii romantycznej.
Matsumoto i jego trzech lub czterech asystentów pracowali w jednopokojowym mieszkaniu, przy czym Matsumoto twierdził, że czasami musiał pracować w łazience z powodu braku miejsca. Jednym z jego asystentów był Kazushi Hagiwara. Ponieważ w Kimagure Orange Road zauważalna jest zmiana stylu artystycznego po przerwie spowodowanej problemami zdrowotnymi Matsumoto, pojawiły się plotki, że Hagiwara był odpowiedzialny za tę zmianę.
Główny bohater, Kyōsuke Kasuga, wydaje się być wzorowany na samym Matsumoto, który powiedział: „Jego natura zawsze była moja własna”. Sceneria serii została zainspirowana dzielnicami Umegaoka, Gotokuji i Shimokitazawa w tokijskim okręgu Setagaya. Kawiarnia ABCB, przedstawiona w mandze, była inspirowana rzeczywistą kawiarnią o nazwie Genso Katsudo Shashin Kan.

## Fabuła
Głównym bohaterem jest Kyōsuke Kasuga, nastoletni psychotronik posiadający m.in. zdolność telekinezy, teleportacji i (sporadycznie) prekognicji. Jego niezwykłe umiejętności doprowadzają często do komicznych sytuacji. Obiektem uczucia Kasugi jest jego samotnie mieszkająca koleżanka, Madoka Ayukawa – dziewczyna o tajemniczej przeszłości i dość nieciekawej opinii. Sam Kyōsuke zaś jest obiektem bardzo żarliwych uczuć ze strony Hikaru Hiyamy, młodszej o dwa lata koleżanki ze szkoły i najlepszej przyjaciółki Madoki.
Kasuga wraz z rodziną po raz siódmy zmuszony jest przeprowadzić się w nowe miejsce. W nowym mieście Kasuga poznaje Madokę, lecz przez splot okoliczności związuje się z jej przyjaciółką – Hikaru. Prowadzi to do dużej ilości kłopotów, głównie uczuciowych, zwłaszcza że Madoka nie jest obojętna i wraz z biegiem akcji zaczyna odwzajemniać uczucia Kasugi, lecz jednocześnie nie chce niszczyć związku swojej przyjaciółki.
Fikcyjne miasto, w którym toczy się akcja serii, położone jest na południe od Tokio i jest w znacznej części wzorowane na dzielnicach Umegaoka, Gotokuji i Shimokitazawa w okręgu Setagaya. Innym charakterystycznym miejscem, jakie pojawia się w serii, jest park, w którym Kyōsuke i Madoka po raz pierwszy spędzają ze sobą czas poza szkołą. Park ten wzorowany jest na parku Kojo, który znajduje się w Takaoka, rodzinnym mieście Izumi Matsumoto; ponadto znajdujące się w tym parku schody najprawdopodobniej stały się wzorem dla innego ważnego miejsca w serii – schodów, na których Kyōsuke i Madoka po raz pierwszy się spotykają.

## Bohaterowie

### Główni
- Kyōsuke Kasuga (jap. 春日恭介 Kasuga Kyōsuke) – główny bohater. Zarówno on, jak i jego młodsze siostry-bliźniaczki posiadają moce psychiczne. Bojąc się problemów, gdy ktoś odkrywał ich moce, rodzina Kasugów przeprowadzała się – jedna z takich przeprowadzek sprowadza ich do miasta, w którym rozgrywa się akcja serii. Moce chłopaka manifestują się nie zawsze świadomie i obejmują między innymi telekinezę, teleportację, psychotroniczny wpływ na urządzenia mechaniczne oraz autohipnozę. Bez udziału woli zdarzają mu się także „obsunięcia w czasie” – niekontrolowane podróże czasowe. Potrafi także wzmacniać swoje zmysły oraz, rzadziej, umiejętności fizyczne. Jest chłopakiem z natury poczciwym, ale także bardzo niezdecydowanym i niepewnym siebie. Nie potrafiąc się sprzeciwić, wikła się w związek z Hikaru, doprowadzając do miłosnego trójkąta, a następnie brnie w dalsze kłopoty, nie mogąc zdecydować się na rozstanie, ale nie rezygnując ze swojej miłości do Madoki[7][8]. Jego data urodzenia to 15 listopada[13]. Mangaka Izumi Matsumoto powiedział, że postać Kyōsuke jest wzorowana na nim samym[9].

Seiyū: Yū Mizushima (odcinek pilotażowy), Tōru Furuya 
- Madoka Ayukawa (jap. 鮎川まどか Ayukawa Madoka) – kapryśna dziewczyna z przeszłością, wyjątkowo „dorosła” w zachowaniu i poglądach, mimo swojego młodego wieku. Przy pierwszym spotkaniu z Kyōsuke sprawia wrażenie uroczej nastolatki, aby okazać się prawdziwą szkolną „królową śniegu” – otoczonym złą sławą łobuzem, który bije się z chłopakami, pali papierosy i ma rzekomo związki z młodocianymi gangsterami. Znana jest pod ksywą „Madoka the Pick”, która w języku angielskim odnosi się zarówno do kostki gitarowej, której dziewczyna używa jako shurikenu, oraz do „śmietanki” w znaczeniu „czegoś z najwyższej półki”. Pomimo złej sławy jest doskonałą, osiągającą wysokie wyniki w nauce uczennicą; potrafi również śpiewać oraz grać na instrumentach. Dorywczo (i wbrew szkolnym przepisom) pracuje w kawiarni ABCB; do tej pracy wciąga z czasem Kasugę. Rodzicami Madoki są znani muzycy większość czasu koncertujący poza Japonią, przez co dziewczyna mieszka tylko ze starszą siostrą, a po ślubie tamtej – samotnie. W trakcie rozwoju akcji Madoka stopniowo zmienia się pod wpływem Kyōsuke – rzuca palenie, nabiera łagodniejszego i przyjaźniejszego usposobienia do świata i ludzi oraz ujawnia swoje bezinteresowne, życzliwe i wrażliwe oblicze[7][8]. Izumi Matsumoto powiedział, że postać Madoki została stworzona w oparciu o wygląd aktorki Phoebe Cates oraz japońskiej piosenkarki imieniem Akina Nakamori[16]. Urodziła się 25 maja[17].

Seiyū: Saeko Shimazu (odcinek pilotażowy), Hiromi Tsuru 
- Hikaru Hiyama (jap. 檜山ひかる Hiyama Hikaru) – początkowo przedstawiana jest jako dziewczyna opryskliwa, niesympatyczna i posiadająca niewyparzony język. Jej postawa zmienia się diametralnie, kiedy związuje się z Kyōsuke, okazując się osobą bardzo sympatyczną i pełną życia. Chłopaka określa zawsze angielskim słowem „Darling”. Jest dwa lata młodsza od pozostałej dwójki głównych bohaterów i w niektórych zachowaniach ujawnia się jej niedojrzałość. Od dzieciństwa przyjaźni się z Madoką[7][8]. Urodziła się 15 listopada[13].

Seiyū: Akari Hibino (odcinek pilotażowy), Eriko Hara 

### Drugoplanowi
- Manami Kasuga (jap. 春日まなみ Kasuga Manami) – starsza i spokojniejsza z bliźniaczek Kasuga. Jest domatorką, chociaż zdarzają jej się chwile prawdziwego szaleństwa. Jej zdolności obejmują teleportację i telekinezę. Unika używania mocy, o ile nie jest to niezbędne[7][8].

Seiyū: Michie Tomizawa 
- Kurumi Kasuga (jap. 春日くるみ Kasuga Kurumi) – młodsza z bliźniaczek Kasuga. Jest postacią energiczną, narwaną i kłótliwą. Często tworzy własne powiedzonka, co doprowadza do nieporozumień. Najczęściej z całego rodzeństwa korzysta z mocy, zwykle nie myśląc o konsekwencjach. Przebiegnięcie przez nią biegu na 100 metrów w 3 sekundy było powodem przyśpieszonej wyprowadzki rodziny z poprzedniego miejsca zamieszkania. Posiada także zdolność teleportacji i telekinezy oraz hipnozy, której ofiarą zwykle pada starszy brat[7][8].

Seiyū: Chieko Honda 
- Takashi Kasuga (jap. 春日隆 Kasuga Takashi) – ojciec rodzeństwa, pracuje jako fotograf i nie posiada żadnych mocy psychotronicznych[7][8]. Jego żona Akemi zmarła po urodzeniu Kurumi i Manami[18].

Seiyū: Kei Tomiyama 
- Dziadek oraz babcia – dziadkowie Kyōsuke, Manami i Kurumi ze strony matki. Nie są znane ich imiona, bohaterowie najczęściej zwracają się do nich po prostu per „dziadek” i „babcia”. Mieszkają w górach, gdzie prowadzą ośrodek narciarski. Biegle posługują się swoimi mocami, często nie bacząc na obecność osób, które nie powinny o nich wiedzieć. Cechą charakterystyczną dziadka jest jego figlarność i skłonność do flirtowania z obcymi kobietami[7][8].

Seiyū: Ken’ichi Ogata (dziadek) , Seiyū: Reiko Suzuki (babcia) 
- Master (jap. マスター Masutā) – właściciel kawiarni ABCB (jap. あばかぶ Abakabu) położonej przy Orange Road[a]; szef Madoki. Jest jedną z niewielu osób zdających sobie sprawę z uczuć, jakie wiążą Madokę z Kyōsuke i stara się łagodzić ich wzajemne, często burzliwe relacje[7][8].

Seiyū: Yūsaku Yara 
- Seiji Komatsu (jap. 小松整司 Komatsu Seiji) oraz Kazuya Hatta (jap. 八田一也 Hatta Kazuya) – dwaj narwani i nieco zboczeni kumple Kyōsuke ze szkoły. Lubią widzieć się w roli chłopaków bliźniaczek, które wykorzystują ich z braku lepszej alternatywy[7][8]. Postacie obu chłopaków są komiksowymi wersjami, kolejno, przyjaciela Izumi Matsumoto i jednego z jego asystentów[19].

Seiyū: Keiichi Nanba (Seiji) , Seiyū: Naoki Tatsuta (Kazuya) 
- Kazuya Kasuga (jap. 春日一弥 Kasuga Kazuya) – 5-letni kuzyn Kyōsukego. Wygląda jak młodsza wersja głównego bohatera, przez co kilkukrotnie jest brany za jego syna. Posługuje się głównie mocą telepatii, wyjątkowo – telekinezy. Kyōsuke i Kazuya potrafią także zamienić się ciałami[7][8].

Seiyū: Yūko Mita (odcinek pilotażowy), Chika Sakamoto 
- Akane Kasuga (jap. 春日あかね Kasuga Akane) – starsza siostra Kazuyi, w wieku Kyōsukego. Jest chłopczycą i zarówno Komatsu, jak i Hatta trochę się jej boją. Jej mocą jest tworzenie iluzji, dzięki którym ukazuje się ludziom jako zupełnie inna osoba. Jest zakochana w Madoce[7]. Występuje jedynie w mandze i OVA, nie pojawia się natomiast w serii telewizyjnej[20].

Seiyū: Naoko Matsui 
- Yūsaku Hino (jap. 火野勇作 Hino Yūsaku) – pojawia się początkowo jako rywal Kyōsuke w walce o uczucia Hikaru. Jest jej przyjacielem od wczesnego dzieciństwa. Gdy zapytał ją, czy za niego wyjdzie, jej żartobliwa odpowiedź, że musi być silniejszy sprawiła, że zaczął ćwiczyć karate. Kasugę postrzega jako kobieciarza i rywala. Ponieważ zbyt często denerwuje się w obecności Hikaru, nie jest w stanie wyznać jej swoich uczuć[7][8].

Seiyū: Eiko Yamada (odcinek pilotażowy), Masami Kikuchi 
- Ushiko (jap. 牛子 Ushiko) oraz Umao (jap. 馬男 Umao) – para młodych małżonków, pojawiająca się w serii jako powracający gag. Zazwyczaj powtarzają sobie romantyczne wyznania w najbardziej niespodziewanych sytuacjach[b][7][8]. Po japońsku ich imiona są odniesieniami odpowiednio do krowy i konia[22].

Seiyū: Chisato Nakajima (Ushiko) , Seiyū: Katsumi Suzuki (Umao) 
- Jingoro (jap. ジンゴロ Jingoro) – kot Kasugów, który pojawia się tylko w serii TV. Bardzo często pada ofiarą telekinetycznych mocy bliźniaczek, co jest przyczyną jego częstych prób ucieczki z domu[8]. Jego imię jest hołdem dla rzeźbiarza z okresu Edo – Hidari Jingorō, autora rzeźby Śpiący kot znajdującej się w Nikkō Tōshō-gū[22].

Seiyū: Ken’ichi Ogata 

## Manga
Kimagure Orange Road publikowane było w magazynie „Shūkan Shōnen Jump” od 26 marca 1984 do 28 września 1987. Łącznie ukazało się 156 rozdziałów, które zostały następnie zebrane w 18 tomików i wydane nakładem wydawnictwa Shūeisha w okresie od października 1984 do lipca 1988. Manga była dwukrotnie wznawiana w 10-tomowych seriach: w latach 1991–1992 i w 1998.
| Nr | Data wydania     | ISBN               |
| -- | ---------------- | ------------------ |
| 1  | październik 1984 | ISBN 4-08-851711-3 |
| 2  | luty 1985        | ISBN 4-08-851712-1 |
| 3  | maj 1985         | ISBN 4-08-851713-X |
| 4  | sierpień 1985    | ISBN 4-08-851714-8 |
| 5  | listopad 1985    | ISBN 4-08-851715-6 |
| 6  | luty 1986        | ISBN 4-08-851716-4 |
| 7  | maj 1986         | ISBN 4-08-851717-2 |
| 8  | sierpień 1986    | ISBN 4-08-851718-0 |
| 9  | październik 1986 | ISBN 4-08-851719-9 |
| 10 | grudzień 1986    | ISBN 4-08-851720-2 |
| 11 | luty 1987        | ISBN 4-08-851721-0 |
| 12 | kwiecień 1987    | ISBN 4-08-851722-9 |
| 13 | czerwiec 1987    | ISBN 4-08-851723-7 |
| 14 | sierpień 1987    | ISBN 4-08-851724-5 |
| 15 | październik 1987 | ISBN 4-08-851725-3 |
| 16 | grudzień 1987    | ISBN 4-08-851726-1 |
| 17 | luty 1988        | ISBN 4-08-851727-X |
| 18 | lipiec 1988      | ISBN 4-08-851728-8 |

## Anime

### Seria telewizyjna
Przed powstaniem serii telewizyjnej wyprodukowany został odcinek pilotażowy pt. Kimagure Orange Road: Shonen Jump Special (jap. きまぐれオレンジ☆ロード 少年ジャンプ・スペシャル Kimagure Orenji Rōdo Shōnenjanpu supesharu). Miał on premierę 23 listopada 1985 podczas wydarzenia Jump Tour ’85 zorganizowanego przez „Shūkan Shōnen Jump”. Od finalnej adaptacji telewizyjnej różni się on obsadą głosową oraz składem zespołu produkcyjnego.
Serial anime wyprodukowany został przez studio Pierrot. Reżyserem został Osamu Kobayashi, za adaptację scenariuszy odpowiadał Kenji Terada, projekty postaci stworzyła Akemi Takada, a oprawę muzyczną – Shirō Sagisu. Łącznie powstało 48 odcinków, które emitowane były w poniedziałki o godz. 19:30 (JST), w okresie od 6 kwietnia 1987 do 7 marca 1988 na antenie Nippon Television.

### Filmy pełnometrażowe
Powstały dwa pełnometrażowe filmy kinowe:
- Kimagure Orange Road: Ano hi ni kaeritai (jap. きまぐれオレンジ☆ロード　あの日にかえりたい Kimagure Orenji Rōdo: Ano hi ni kaeritai), w którym ma miejsce finał wydarzeń przedstawionych w serii telewizyjnej. Jego premiera miała miejsce 8 października 1988[48].
- Shin Kimagure Orange Road: Soshite, ano natsu no hajimari (jap. 新きまぐれオレンジ☆ロード ～ そして、あの夏のはじまり Shin Kimagure Orenji Rōdo: Soshite, ano natsu no hajimari), którego fabuła opowiada o losach bohaterów „kilka lat później”. Jego premiera miała miejsce 2 listopada 1996[49].

### Original video animation
Wyprodukowano również 8 odcinków OVA, których fabuła ma miejsce „w trakcie” serialu anime i opiera się na rozdziałach mangi, które zostały pominięte podczas tworzenia adaptacji telewizyjnej. Odcinki zostały wydane w okresie od 1 marca 1989 do 1 kwietnia 1991.

### Ścieżka dźwiękowa
| Odcinki        | Tytuł                                                         | Wykonawca          | Źródło        |
| Czołówka       | Czołówka                                                      | Czołówka           | Czołówka      |
| -------------- | ------------------------------------------------------------- | ------------------ | ------------- |
| 1–19           | „Night Of Summer Side” (jap. ナイトオブサマーサイド)          | Masanori Ikeda     | [ 15 ] [ 21 ] |
| 20–36          | „Orange Mystery” (jap. オレンジ・ミステリー)                  | Hideyuki Nagashima | [ 15 ] [ 21 ] |
| 37–48 OVA 1–2  | „Kagami no Naka no Actress” (jap. 鏡の中のアクトレス)         | Meiko Nakahara     | [ 15 ] [ 21 ] |
| OVA 3–8        | „Choose Me” (jap. チューズ・ミー)                             | Yuiko Tsubokura    | [ 15 ] [ 21 ] |
| Napisy końcowe |                                                               |                    |               |
| 1–19           | „Natsu no Mirage” (jap. 夏のミラージュ)                       | Kanako Wada        | [ 15 ] [ 21 ] |
| 20–36          | „Kanashii Heart wa moete-iru” (jap. 悲しいハートは燃えている) | Kanako Wada        | [ 15 ] [ 21 ] |
| 37–48 OVA 1–2  | „Dance in the memories”                                       | Meiko Nakahara     | [ 15 ] [ 21 ] |
| OVA 3–6        | „Tokidoki Blue” (jap. ときどきBlue)                           | Yuka Tachibana     | [ 15 ] [ 21 ] |
| OVA 7–8        | „Mō hitotsu no Yesterday” (jap. もうひとつのイエスタデイ)     | Kanako Wada        | [ 15 ] [ 21 ] |

## Powiązane
Na podstawie mangi i anime powstały także m.in. słuchowiska radiowe, powieści, dōjinshi, opowiadania fan fiction (jedną z takich serii była Kimagure Orange College, rozgrywająca się między pierwszym a drugim filmem kinowym i przedstawiająca losy bohaterów po zakończeniu szkoły; jej głównym autorem był Steven Tsai).

### Gra wideo
Powstała także gra komputerowa Kimagure Orange Road: Natsu no Mirage, wyprodukowana i wydana w 1988 przez Microcabin Corp. (obecnie filia AQ Interactive). Była to gra przygotowa typu visual novel na komputery NEC z serii PC-88 i PC-98 oraz maszyny MSX. Tytuł gry zapożyczono z tytułu piosenki końcowej „Natsu no Mirage”, emitowanej w 19 pierwszych odcinkach serii. Gra ukazała się tylko w japońskiej wersji językowej.

## Rozbieżności czasu akcji między mangą a jej adaptacjami
Manga, anime i filmy zawierają pewne nieścisłości związane z czasem akcji, wiekiem bohaterów i ciągiem fabularnym.
Akcja mangi toczy się w latach 1984–1988. Z jej perspektywy Kyōsuke i Madoka urodzili się w 1969, a Hikaru w 1971; ponadto tu zaczynają jako uczniowie gimnazjum, a kończą jako licealiści. Ten sam przedział czasowy obecny jest w pierwszym filmie (Ano hi ni kaeritai), co potwierdzają słowa wypowiedziane przez Kyōsukego w jednej ze scen, że on i Madoka urodzili się w 1969.
Czas akcji serialu telewizyjnego ma miejsce w latach jego emisji i obejmuje lata 1987–1988 – wydarzenia rozgrywające się w mandze na przestrzeni czterech lat ujęto w jeden rok, a bohaterowie przez cały czas trwania serialu są uczniami gimnazjum. Oznaczałoby to, że uczęszczający do III klasy Kyōsuke i Madoka urodzili się w 1972, a Hikaru – która jest w I klasie – w 1974. W tej samej czasoprzestrzeni toczy się akcja drugiego filmu (Soshite, ano natsu no hajimari) – mowa jest, że w 1991 Kyōsuke i Madoka mają 19 lat, a Hikaru 17.
Nieścisłość ma miejsce też w przypadku mangi i pierwszego filmu – w mandze Kyōsuke dostał się na studia sam, przed powrotem Madoki z Ameryki, a w filmie poszli na nie razem.

## Odbiór
Kimagure Orange Road odniosło duży sukces zarówno na rynku krajowym, jak i ogólnoświatowym. W Japonii manga sprzedała się w 20 milionach egzemplarzy oraz doczekała się miana „Biblii dla japońskich nastolatków”. Seria anime emitowana była również m.in. w Australii, Francji, Hiszpanii, Singapurze, Turcji i we Włoszech oraz została zdubbingowana na język francuski, hiszpański i włoski.
Che Gilson, w recenzji pierwszego angielskiego wydania mangi dla czasopisma Otaku USA, określił Kimagure Orange Road mianem „przyjemnej i klasycznej”. Pochwalił mangę za jej prostotę, oprawę graficzną oraz bohaterów. W opinii Jasona Thompsona seria porusza tematy bardzo bliskie rzeczywistości, gdyż „opowiada o pierwszej miłości i niezdecydowaniu, o zatartych granicach między miłością a przyjaźnią”. Uznał mangę za jedną z nielicznych z rodzaju shōnen, której fabuła koncentruje się wyłącznie wokół trzech, głównych bohaterów i nigdy nie przeradza się w harem. Stwierdził też, że oprawa graficzna mangi nie jest początkowo najlepsza, lecz poprawia się wraz z biegiem serii.
Chris Shepard w recenzji dla Anime News Network nadał Kimagure Orange Road miano „prawdziwego skarbu anime”. Pozytywnie ocenił bohaterów serii, nazywając ich „autentycznie prawdziwymi [...], z którymi prawie każdy widz [...] może się utożsamić”. Pochwalił anime za humor i ścieżkę dźwiękową, lecz zwrócił też uwagę na niższy budżet, jaki przeznaczono na animację. Carlo Santos w recenzji Ano hi ni kaeritai nazwał film „klejnotem koronnym całej serii i osiągnięciem artystycznym samym w sobie”.
Erin Finnegan w swoim artykule na temat anime dla Otaku USA stwierdziła, iż moce parapsychologiczne nie odgrywają w serii szczególnie ważnej roli, gdyż są jedynie „źródłem gagów” i „pretekstem dla śmiesznych, dziwacznych sytuacji”, a w filmie Ano hi ni kaeritai nie pojawiają się zupełnie. Zwróciła też uwagę na fakt, że serial telewizyjny nie opowiada historii bohaterów do końca, gdyż domknięcie wydarzeń w nim ukazanych ma miejsce dopiero w Ano hi ni kaeritai, uznanym przez recenzentkę za „wzruszający i bardzo prawdziwy”.
Małgorzata Kaczarowska (pisząca pod pseudonimem Avellana) w recenzji dla portalu tanuki.pl przyznała serii anime ocenę 8/10, uznając ją za „klasykę animowanego romansu” i zaznaczając, że  „nie jest to klasyka skamieniała”, ale „seria żywa, która nadal może wzruszać i bawić widzów tak samo jak w czasach, kiedy po raz pierwszy została wyemitowana”. Identyczną ocenę punktową przydzieliła pierwszemu pełnometrażowemu filmowi, Ano Hi ni Kaeritai, który oceniła jako „doskonałe zamknięcie” serii telewizyjnej, zastrzegając jednocześnie, że różni się od niej klimatem. Soshite, ano natsu no hajimari wzbudził w recenzentce „bardzo mieszane uczucia”, która jako główny słaby punkt produkcji wskazywała fabułę, ostatecznie oceniając film na 6/10. Z kolei odcinki OVA przyjęte zostały przychylnie i uzyskały ocenę 7/10.

### Znaczenie
Kimagure Orange Road uznawane jest za serię, która wywarła duży wpływ na japońską animację i komiks, a także przyczyniła się do ich spopularyzowania w Europie, za co stawiana jest na równi z serią Dragon Ball.
Michitoshi Isono z Gallery of Fantastic Art, tokijskiej galerii sztuki poświęconej japońskiej popkulturze, stwierdził:

To była manga, której nikt wcześniej nie widział. [...] Spokojna, cicha, refleksyjna seria. Nie było w niej wartkiej akcji. Nie była zwariowana. Była subtelna, o wolnym tempie. Wszyscy byliśmy zszokowani skalą jej sukcesu, szczególnie tym, jak dobrze poradziła sobie na Zachodzie. To sprawiło, że wszyscy zmienili zdanie na temat tego, jakie historie mogą podobać się masowemu odbiorcy.

Według Jasona Thompsona Kimagure Orange Road „jest źródłem, z którego wyrosły wszystkie współczesne komedie romantyczne z rodzaju shōnen”. Zauważa, że choć nie była to najwcześniejsza tego typu seria, to właśnie ona jako pierwsza zdobyła tak dużą popularność i w znaczny sposób wpłynęła na cały gatunek.
Madoka Ayukawa uznawana jest za jedną z najwcześniejszych (przez niektóre źródła nawet za najwcześniejszą) i zarazem jedną z najlepszych postaci typu tsundere w historii mangi i anime.